# Gerovasa
Gerovasa (griechisch Γεροβάσα; türkisch Yerovası) ist eine verlassene Gemeinde im Bezirk Limassol in der Republik Zypern. Bei der Volkszählung im Jahr 2021 hatte sie keine Einwohner. Das letzte Mal hatte sie bei der Volkszählung 1992 insgesamt 3 Einwohner.
Sie besteht aus zwei Siedlungen, Gerovasa und Trozena, die gemeinsam verwaltungstechnisch eine Gemeinschaft bilden. In den letzten Jahrzehnten wurde diese aufgegeben. Die Gemeinde besteht weiterhin als Verwaltungseinheit, wobei der Bürgermeister der Gemeinde vom Innenministerium ernannt wird.

## Lage und Umgebung

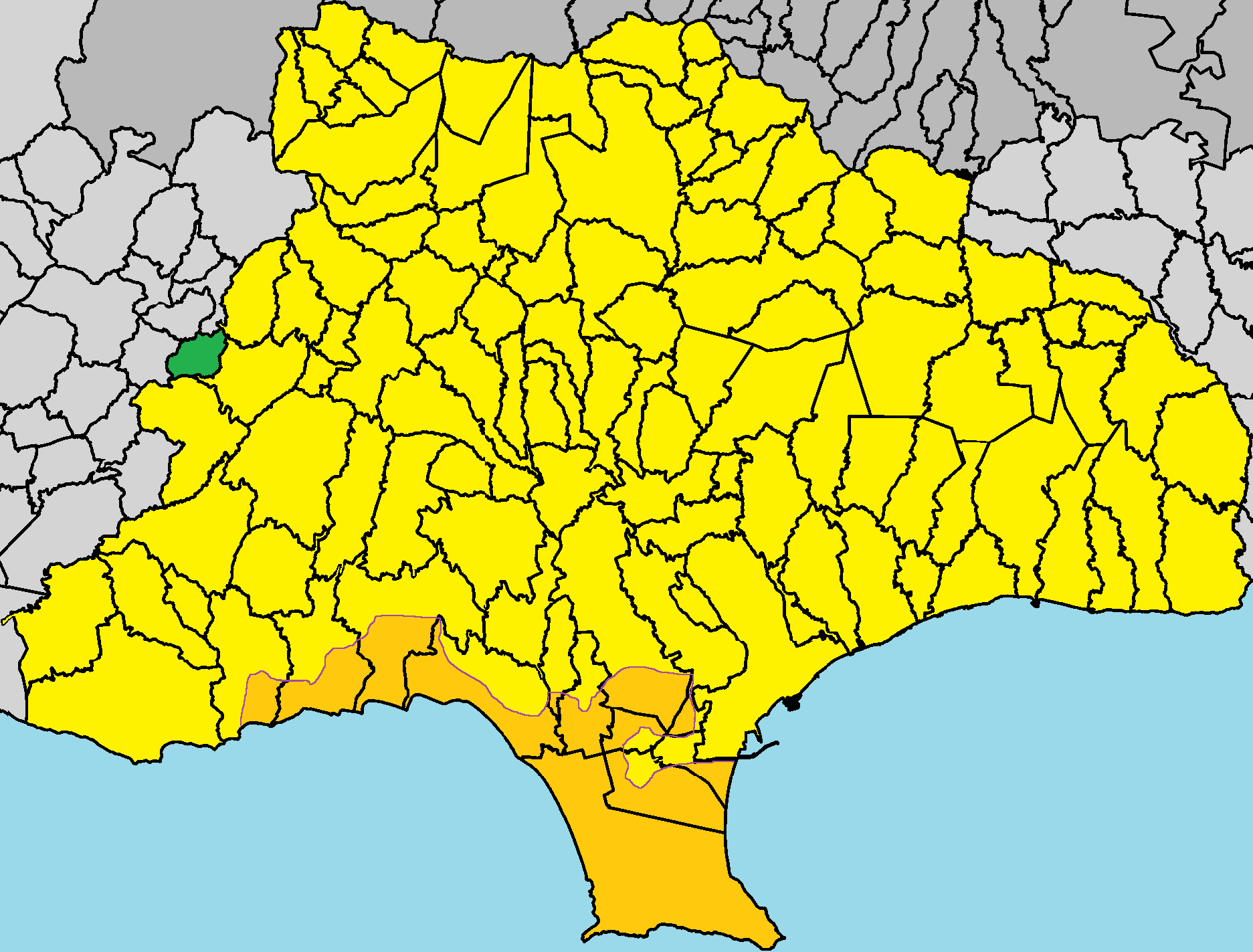
Lage im Bezirk Limassol

Gerovasa liegt an der Grenze des Bezirks Limassol mit dem Bezirk Paphos auf der Mittelmeerinsel Zypern auf einer Höhe von etwa 455 Metern, etwa 42 Kilometer nordwestlich von Limassol. Das etwa 4,7 Quadratkilometer große Dorf grenzt im Norden an Pretori, im Nordwesten an Kedares, im Westen an Kidasi, im Süden an Dora, im Osten an Malia und im Nordosten an Arsos.

## Geschichte
Türkische Zyprioten lebten in Gerovasa und griechische Zyprioten in Trozena. Die beiden Dörfer waren fast miteinander verbunden. Ihre Bewohner koexistierten harmonisch miteinander. Ihre Hauptbeschäftigungen waren Ackerbau und Viehzucht.

### Gerovasa
Gerovasa war ein türkisch-zypriotisches Dorf aus der Zeit der türkischen Besetzung. Der Name des Dorfes bedeutet im Altgriechischen „heiliges Tal“. Seine Einwohner verließen es 1964. Während der Zeit der britischen Herrschaft nahm die Bevölkerung des Dorfes zu. Zur gleichen Zeit tauchte in der Gegend eine Bevölkerung griechischer Zyprioten auf, die in der benachbarten Siedlung Trozena lebten.
Gegen die bikommunalen Unruhen (1963–1964) verließen alle türkisch-zypriotischen Einwohner Gerovasa und zogen in das Nachbardorf Malia. Am 9. März 1964 zogen die Einwohner von Gerovasa zusammen mit den türkisch-zypriotischen Einwohnern von Malia in die Gemeinden Episkopi und Avdimou. Nach der türkischen Invasion 1974 zogen einige Einwohner in den besetzten Teil Zyperns. Diejenigen, die es nicht schafften, in die besetzten Gebiete zu gehen, wurden auf die britische Basis Akrotiri verlegt. Dort blieben sie bis Januar 1975, als sie im Rahmen des Bevölkerungsaustausches in die besetzten Gebiete überstellt wurden.

### Trozena
Trozena erscheint in Quellen des 19. Jahrhunderts als Bauernhof. Es hatte immer nur wenige Einwohner. Das Dorf wurde in den 1990er Jahren aufgrund der Urbanisierung aufgegeben. Alle Häuser von Trozena wurden in Ruinen verwandelt, mit Ausnahme der Kirche von Agios Georgios, die erhalten ist. Im Dorf gibt es eine bekannte Metallbrücke, die Trozena mit Gerovasa verbindet.